# Eden (chanson)
Pour les articles homonymes, voir Eden.
Singles de Nana Mizuki
Kindan no Resistance
(2014) Angel Blossom
(2015)
Eden est le 31e single de la chanteuse et seiyū japonaise Nana Mizuki sorti le 14 janvier 2015 sous le label King Records. Il arrive 2e à l'Oricon. Il se vend à 43 413 exemplaires la première semaine et reste classé 9 semaines pour total de 54 951 exemplaires vendus.
No Limit a été utilisé comme opening de l'anime Dog Days, Shuumatsu no Love Song a été utilisé comme ending de l'anime Cross Ange: Tenshi to Ryuu no Rondo et on peut aussi entendre Necessary dans cet anime.

## Liste des titres
| 1. | Eden (エデン)                             |  |
| 2. | No Limit                                  |  |
| 3. | Shuumatsu no Love Song (終末のラブソング) |  |
| 4. | Necessary                                 |  |